# Ingor Ánte Áilo Gaup
Pour les articles homonymes, voir Gaup.

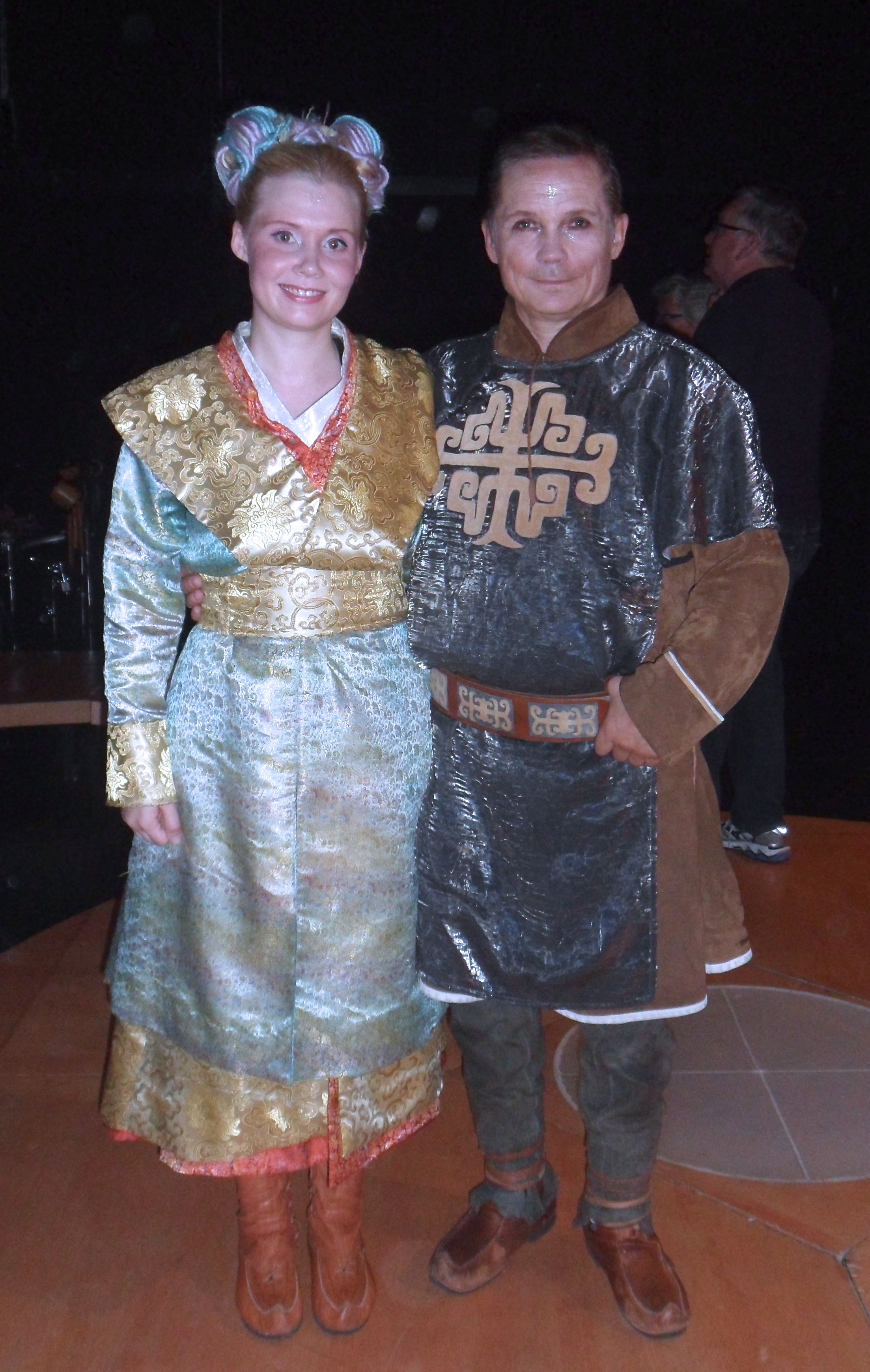
Inga-Máret Gaup-Juuso et Áilloš après une performance à Helsinki le 6 septembre 2013

Ingor Ánte Áilu Gaup, (Iŋgor Ántte Áilu Gaup) est un musicien folklorique de joik, compositeur et acteur sami, né en 1960 à Kautokeino, Norvège
Gaup a fait partie des débuts du groupe de rock "Ivnniguinn", qui a entre autres créé des arrangements des poèmes de Ailo Gaup, dont la comédie musicale Våre vidder II, a été présentée au théâtre de Kautokeino et lors de festivals dans le Nord-Norge. Ceci amena un intérêt pour le théâtre, qui mena à l'établissement du Théâtre Sámi Beaivváš, dont il fait partie depuis 1983. Gaup a également tenu quelques rôles d'acteur dans le film norvégien The Brothers Dal and the Legend of Atlantis (1994).
En tant que musicien, il a participé à l'album I Took up the Runes (1990) du saxophoniste norvégien Jan Garbarek. Avec Nils-Aslak Valkeapää, il enregistre Sápmi lottážan (1993). Depuis 1993, il fait partie du groupe Fri Fly de l'accordéoniste Gabriel Fliflet.
Gaup reçoit le  Nordlysprisen en 2003, et participe au Northern Lights Festival en 2004 avec Solveig Kringlebotn.